# 洛南高等学校・附属中学校
洛南高等学校・附属中学校（らくなんこうとうがっこう・ふぞくちゅうがっこう）は、京都府京都市南区壬生通八条下ル東寺町に所在し、中高一貫教育を提供する私立高等学校・中学校。
高等学校において、中学校から入学した内部進学の生徒と高等学校から入学した外部進学の生徒との間で、第1学年から混合してクラスを編成する併設混合型中高一貫校。

## 概要
設置者は真言宗各派が参画する学校法人真言宗洛南学園であり、学校は東寺（教王護国寺）の境内にある。
1962年（昭和37年）の校内改革以来、厳しい校則で知られている。校則だけでなく、勉学に対する姿勢、挨拶などの礼儀作法や公共性の確立といったしつけの面でも厳格である。
また、2014年（平成26年）に開校した洛南高等学校附属小学校と小中高一貫教育を実施している。

## 教育理念
教育方針
真言宗洛南学園に通底した教育方針は以下の5項目である。
- 知育 – 六年一貫教育で高い知性を獲得
- 徳育 – 礼儀と自立心を備えた人間を育む
- 体育 – 生きていく基本となる体力を育成
- 共同 – 行事を通して他人の立場を理解
- 自省 – 教師・親の成長が子どもの成長に

また高等学校、附属中学校の教育方針は、以下の3つの柱で、自らを伸ばしていく教育であり、賢く、熱く、おおらかに生きる力のある「人」を育むことである。
- 心 (Mind) – 仏教の教えを日々に生かす
- 学 (Study) –「自ら学ぶ」習慣を身につける
- 身 (Physical) – 身をもって、団結や公正さを学ぶ

校訓
仏教の三帰依（帰依仏・帰依法・帰依僧）を現代の言葉に直して校訓とし、生徒の指針として位置づける。
- 自己を尊重せよ
- 真理を探究せよ
- 社会に献身せよ

## 沿革

### 略歴
本校の源流は、828年（天長5年）、空海が創立した綜芸種智院に端を発するとされているが、綜芸種智院は空海の死後、20年弱で廃止されている。
現在の洛南高校の前身は、1881年（明治14年）、真言宗の教育機関として釈雲照が設立した総黌である。総黌は1902年（明治35年）、「私立古義真言宗聯合高等中学林」と改称し、1917年（大正6年）、高等教育機関である真言宗京都大学（種智院大学の前身）と中等教育機関である「真言宗京都中学」に分離した。1926年（大正15年）、「東寺中学校」（旧制）と改称する。東寺中学校は戦後の学制改革の下で、1948年（昭和23年）、学校法人真言宗京都学園が設置する「東寺高等学校」となった。
1962年（昭和37年） 、「東寺高等学校」を「洛南高等学校」と改称する。それに併せて、当時の副校長三浦俊良らが中心になって校内の改革を行った。
まず、風紀を改め、校則を厳しくし、不良生徒を一掃、退学を含む処分で大幅に取り締まった。「特別進学コース」（特進コース）を設置・商業科を廃止し、普通コースと従来からある自動車科（1993年廃止）の3コース制となる。
このとき、国宝東寺百合文書を売却し、その収益で校舎の増改築を行った。
特進コースの設置当初は関関同立に何人か合格する程度であったが、1980年代前半に京大合格者を輩出し、新興進学校としての評価を受け始めるようになる。
1978年（昭和53年）、準特別進学コースを設置。1982年（昭和57年）、普通コースを「I類」、自動車コースを「II類」、特別進学コース・準特別進学コースをそれぞれ「III類A・III類B」と改称する。京都の高校でコース名に「類」という語を初めて用い、その後、京都府立高校で「類」というコース名が用いられるようになった。
1985年（昭和60年）、洛南高等学校附属中学校が開校し、中高一貫教育となる。
長らく男子校であったが、2006年（平成18年）に男女共学となる。
2011年（平成23年）、洛南高等学校・附属中学校を運営する「学校法人真言宗京都学園」は、経営不振であった種智院大学を分離し、「学校法人真言宗洛南学園」へと設置者変更（経営移管）した。種智院大学は「学校法人綜藝種智院」が運営し、経営が分離することとなる。
2013年（平成25年）、I類・III類を廃し、附属中学からの内部進学生と合流する「空パラダイム」と、個性を伸ばすことを目的とする「海パラダイム」の2コースに再編される。「海パラダイム」はさらに国公立大学を目指す"αプログラム"と部活動などの課外活動を重視する"βプログラム"に分かれている。
2014年（平成26年）、洛南高等学校附属小学校（京都府向日市）が開校し、小中高一貫教育となる。

### 年表
- 828年（天長5年）- 起源
- 1881年（明治14年）- 総黌創立
- 1902年（明治35年）- 私立古義真言宗聯合中学林に改称
- 1917年（大正6年）- 真言宗京都大学（後の種智院大学）と分離し真言宗京都中学に改称
- 1926年（大正15年）- 東寺中学校に改称
- 1948年（昭和23年）- 学制改革により東寺高等学校に改称
- 1962年（昭和37年）6月 - 洛南高等学校に改称
- 1965年（昭和40年）4月 - 特別進学コース創設[8]
- 1978年（昭和53年）4月 - 準特別進学コース創設
- 1982年（昭和57年）4月 - コースを改称：普通科→I類、普通科（自動車コース）→II類、普通科（特別進学コース・準特別進学コース）→III類A・III類B
- 1985年（昭和60年）4月 - 洛南高等学校附属中学校開校（2クラス）
- 1993年（平成5年）4月 - II類（自動車コース）募集停止
- 1996年（平成8年）4月 - 附属中学が4クラス編成となる（2クラス増設）
- 2001年（平成13年）4月 - 体育着（夏）がランニングシャツから半袖シャツへの移行が始まる
- 2002年（平成14年）4月 - 附属中学5クラス編成となる（1クラス増設）
- 2003年（平成15年）4月 - 皮膚の弱い生徒に配慮し詰襟学生服が廃止され、ブレザーの制服（ネクタイは学年ごとに色が違う）への移行が始まる
- 2006年（平成18年）4月 - 男女共学となる
- 2011年（平成23年）4月 - 学校法人真言宗洛南学園に設置者変更（経営移管）
- 2013年（平成25年）4月 - I類・III類を廃し、空パラダイム・海パラダイムの2コース（高校入学外部生空2クラス海3クラス）に再編
- 2014年（平成26年）4月 - 洛南高等学校附属小学校開校（3クラス、1クラス30人学級）
- 2018年（平成30年）4月 - 附属小学からの内部進学（2クラス分）に伴い、中学からの外部生は1クラス減、附属中学6クラス編成となる（1クラス増設）。高校からの外部生は海1クラス減4クラス（空パラダイム2クラス/海パラダイム2クラス）になる。
- 2021年（令和3年）4月 - 附属中学6クラス内部進学に伴い、高校からの外部生は空1クラス分減り、3クラス（空パラダイム1クラス/海パラダイム2クラス）になる。

## 所在地・交通アクセス
- 京都府京都市南区壬生通八条下ル東寺町559番地

アクセス
- JR 東海道新幹線／JR京都線／琵琶湖線／湖西線／嵯峨野線／奈良線／近鉄京都線／地下鉄烏丸線

「京都駅」八条口より東南東へ約1.1km（徒歩約16分）
- 近鉄京都線「東寺駅」より西北へ約900m（徒歩約12分）
- 市営バス「東寺東門前」停留所より西北へ約400m（徒歩約6分）

## 象徴
校章
- 三方亀甲

校歌
- 作詞：寿岳文章 - 真言宗寺院出身、東寺中学校卒
- 作曲：藤井制心 - 仏教音楽の作曲、著書多数
- （編曲）：山下清孟 - 京都市立上京中学教諭の後、音楽科教諭。行進曲風にアレンジ、ツトム・ヤマシタの父親

制服
2002年まで詰襟学生服であり、制帽も存在し、ホック指導が行われていた。共学化に伴いブレザーとなり、ネクタイ指導が行われている。

## 編成

### 高校コース
2013年度に高校のコースに「空パラダイム」「海パラダイム」を設置し、その名は創始者の空海の名に由来する。
空パラダイムは最難関大学・学部を目指すコースであり、内部進学生240名（5クラス）と外部入学生95名（2クラス）が高2で合流する。
海パラダイムは、αプログラム（国公立大学を目指すコース）とβプログラム（難関私立大学文系学部を目指すコース）からなり、145名（βが1クラスとαβ混合が2クラス）編成となる。βは体操・陸上・バスケット・バレー・サッカー・水泳・吹奏楽の7クラブの活動に対して、中学在籍中の活動の成果が優秀で継続して活動する意志を有し、その人物・実績・学業の状況を認め在籍中学校との間でそれらについての確認が交わされた者を出願の資格者としている（水泳・吹奏楽を除き、男子のみの募集）。
2018年度に高校外部募集人数約192名（空パラダイム96名/海パラダイム96名）となり、海パラダイム募集が1クラス削減。海パラダイム96名はβが1クラスとαβ混合が1クラス編成となる。
2021年度からは附属小学校からの内部進学一期生が高校に入学するのに伴い、高校外部募集人数約144名（空パラダイム48名/海パラダイム96名）となり、空パラダイム募集が1クラス削減、パラダイムのクラス編成が変更（内部進学6クラス外部空1クラス外部海2クラス）された。

## 教育課程
宗教色は強く打ち出してはいないが、宗教の時間は中1から高3まで週1回必須である。
授業中に「お勤め」と呼ばれる勤行（お経を唱える）を行い、日々の生活などに対しての作文をノートに書く。定期考査ごとに提出の必要がある。
高2・高3の夏休みに高野山学習合宿がある。

## 学校行事
- 御影供（みえいく）- 弘法大師の月命日である毎月21日に校長の講話を聴く。講話の前に三帰依および講話の後には四弘誓願、校歌の合唱が行われる。
- 4月 - オリエンテーション合宿（中1）
- 5月 - 遠足（中2、中3、高1）、九州研修旅行（中3）
- 6月 - バレーボール大会
- 7月 - 高2修学旅行（北海道、4泊5日）、富士山登山合宿（中2）、学習合宿
- 8月 - 高野山学習合宿（高2、1週間）
- 9月 - 体育祭、合唱祭、水泳大会
- 10月 - 文化祭
- 11月 - サッカー大会（高校）、バスケットボール大会（中学）
- 12月 - 歳末助け合い運動、芸術鑑賞（中1、中2）
- 1月 - 歌がるた大会、柔道大会（高校）
- 2月 - 長距離記録会（中学）、バスケットボール大会（高校）
- 3月 - スキー研修合宿（中1）、学習合宿（中3）

## 部活動
海パラダイムβプログラムでは所謂スポーツ推薦入学者が含まれているため、複数の運動部は全国大会に出場している。バスケットボール部は2006年から2008年にかけてウインターカップで3連覇を達成している（男子では史上2校目）。また、陸上部は秩父宮賜杯対校選手権で8度の総合優勝を誇っている他、全国高校駅伝大会に19度の出場を誇る。また、体操部も強豪として知られている。一般生徒向けの部活動もあり、バスケットボール・陸上・水泳・バレーボールはスポーツ推薦者向きのⅠ部と一般生徒向きのⅡ部に分かれている。
- バスケットボール
全国高校総体・優勝2回（1978年、1990年）
ウインターカップ（旧選抜優勝大会）・優勝4回（2002年、2006年、2007年、2008年）
- 体操
全国高校総体・団体総合優勝8回（1970年、1978年、1979年、1982年、1985年、1999年、2008年、2009年）
- バレーボール
全国高校総体・優勝1回（2004年）
秋の国体・京都選抜で優勝1回（2018年）
1月の春の高校バレー・優勝1回（2019年、1つもセットを落とさずおよび24-24のデュースにもならず優勝）
- 吹奏楽
全日本吹奏楽コンクール・金賞4回（1988年、1992年、1997年、2003年）
全日本高等学校選抜吹奏楽大会・グランプリ2回（2002年、2005年）
- ディベート
全国中学・高校ディベート選手権・第15回大会優勝（2010年）
- 俳句創作
全国高等学校俳句選手権大会「松山俳句甲子園」・準優勝2回（第12回（2009年）、第16回（2013年））

## 中高関係者と組織

### 中高関係者組織
- 洛南高等学校同窓会 やまぶき会 - 前身校を含む卒業生による同窓会組織
  - 医療分科会 - 1999年設立。医療に携わる卒業生の懇親、情報交換と、これから医療の世界を目指す洛南在学生への相談・助言、情報提供を目的とする。
  - 士業分科会 - 2005年設立。同窓の仲間との親睦を深めつつ、有資格者同士の意義ある交流の場を目指す。

## 対外関係

### 姉妹校・兄弟校
- 洛南高等学校附属小学校（京都府向日市）

### 系列校
- 種智院大学（京都市伏見区）

## 学校施設
2003年12月に新校舎が竣工。その際に作られた新図書館の蔵書は50000冊を越える。第一体育館兼講堂には25m温水プール・体操練習場・柔道場あり。普段使うグラウンドと、体育祭などの時に使う向島グラウンドがある。

## 事件

### 体罰問題
陸上部顧問の40歳代の男性教諭が、2011年11月に部の練習中に、男子部員の一人を平手打ちにする体罰を加えた。この部員は左耳の鼓膜が損傷し全治1ヶ月の怪我を負った。同校はこの顧問教諭を減給3ヶ月ならびに譴責処分とし、陸上部の指導からも無期限で外している。